# Nachal Boded
Nachal Boded (hebrejsky: נחל בודד) je krátké vádí v severním Izraeli, ve vysočině Ramat Menaše.
Začíná v nadmořské výšce okolo 250 metrů nad mořem, v severní části vysočiny Ramat Menaše, jižně od vesnice Eljakim. Odtud vádí směřuje k jihozápadu odlesněnou, mírně zvlněnou krajinou. Míjí zde lokalitu Churvat Boded (חרבת בודד) se zbytky byzantských a římských staveb. Jihozápadně od vesnice Eljakim potom u tělesa dálnice číslo 6 a ústí zleva do vádí Nachal Tut.